# Tyrtaios ze Sparty
Tyrtaios ze Sparty (řec. Τυρταιος) byl antický řecký básník archaického období. Působil na konci 7. století př. n. l. Ve starověku mu byl přisuzován původ spartský, mílétský i athénský. Dórismy v jeho jazyce však nasvědčují tomu, že pocházel ze Sparty. Ve Spartě se stal jakýmsi „oficiálním básníkem“.

## Dílo
Skládal válečné písně a pochody, které se uplatnily ve spartském vojsku za 2. messénské války. Též zbásnil kodex vojenských a občanských povinností spartských občanů, který pozdější spisovatelé označovali jako Eunomiá (Řád) nebo Políteiá (Ústava). Další část díla tvoří moralizující elegie. Patří mezi elegické básníky.
Do dnešních časů se zachovaly fragmenty jedenácti elegií. Byly napsány ve starém stylu střídavě za použití daktylského hexametru a pentametru. Délka zachovaných fragmentů se značně liší. První z těchto elegií se nám jako jediná zachovala přímo uchována na papyru. Ostatní texty se dochovaly pomocí přepisů.
Tyrtaios, podobně jako Homér, píše o radosti vítězů a neštěstí poražených. Oslavuje hrdinskou smrt mladých válečníků v boji. Tuto čest však, na rozdíl od Homéra, nedopřává pouze několika válečníkům - šlechticům, a zdůrazňuje, že může být dopřána každému. Udatní jsou všichni občané Sparty, nikoli pouze někteří hrdinové - být Sparťanem znamená již patřit k elitě. Ve své slavné 9. elegii jde Tyrtaios ještě dál, když píše, že muž nemá být hodnocen podle dosažených vítězství v zápase či běhu, ani podle fyzického vzhledu a síly, literárního talentu, nebo společenského postavení, byť by byl králem. Podle Tyrtaia toto vše není ničím a muž má být hodnocen pouze podle zásluh v boji.
„Zemřít v prvních řadách je krásné, padne-li v boji

chrabrý, statečný muž, bojuje za svou vlast.

Rodnou však opustit obec a žírné domovské lány,

žebrotou hledat si chléb nejhorší ze všech běd...“
V tomto se ukazuje vývoj od ideálu bojovníka - hrdiny v tradičním podání Homéra, k ideálu více civilnímu - k ideálu občana bojujícího bok po boku s ostatními občany ve slavné řecké falanx, k ideálu sevřené občanské společnosti řecké polis. V tomto ohledu tedy Tyrtaios není jen mluvčím Sparty, ale všech řeckých městských států.